# Atracis
Atracis är ett släkte av insekter. Atracis ingår i familjen Flatidae.

## Dottertaxa tillAtracis, i alfabetisk ordning[1]
- Atracis atkinsoni
- Atracis basistigma
- Atracis castaneiceps
- Atracis clypeata
- Atracis collecta
- Atracis consanguinea
- Atracis conserta
- Atracis conspurcata
- Atracis costalis
- Atracis crenata
- Atracis cretacea
- Atracis dissimilis
- Atracis erosipennis
- Atracis facialis
- Atracis fasciata
- Atracis fimbria
- Atracis gibbosa
- Atracis greeni
- Atracis hainanensis
- Atracis haragamensis
- Atracis himalayana
- Atracis humeralis
- Atracis inaequalis
- Atracis indica
- Atracis insularis
- Atracis insurgens
- Atracis intercepta
- Atracis jangis
- Atracis kotoshonis
- Atracis laevoir
- Atracis lauta
- Atracis leucophaea
- Atracis lurida
- Atracis maculipennis
- Atracis mendax
- Atracis metcalfi
- Atracis mira
- Atracis moelleri
- Atracis mucida
- Atracis munita
- Atracis nalandensis
- Atracis nietneri
- Atracis nodosa
- Atracis obscura
- Atracis obtecta
- Atracis perplaxa
- Atracis polluta
- Atracis pruinosa
- Atracis puncticeps
- Atracis pyralis
- Atracis quadripunctula
- Atracis rivularis
- Atracis sadeyana
- Atracis scabra
- Atracis scissa
- Atracis scripta
- Atracis servis
- Atracis simillima
- Atracis sordida
- Atracis subrufescens
- Atracis surrecta
- Atracis tabida
- Atracis termina
- Atracis tuberculosa
- Atracis variegata
- Atracis vetusta